# ألكسيس سالازار
ألكسيس سالازار (بالإسبانية: Alexis Salazar)‏ (3 يونيو 1983 في تشيلي - ) هو لاعب كرة قدم تشيلي في مركز الدفاع. لعب مع أرتورو فرنانديز فيال ولوتا شفاغر ‏ ونادي كونسيبسيون ‏ وDeportes Linares ‏ ونادي كوبريسال.

## وصلات خارجية
- ألكسيس سالازار على موقع قاعدة بيانات كرة القدم.إي يو (الإنجليزية)
- ألكسيس سالازار على موقع Soccerway.com (الإنجليزية)
- ألكسيس سالازار على موقع AS.com (الإسبانية)